# Sayan Roy
Sayan Roy (sinh ngày 10 tháng 9 năm 1991) là một cầu thủ bóng đá người Ấn Độ who thi đấu ở vị trí thủ môn ở I-League.

## Sự nghiệp

### Pailan Arrows
Trong mùa hè năm 2011 Roy ký hợp đồng với đội bóng I-League Pailan Arrows mùa giải 2011-12. Ngày 12 tháng 2 năm 2012 Roy ra mắt cho Pailan Arrows ở I-League trước Dempo S.C. sau khi thủ môn số 1 Naveen Kumar bị thẻ đỏ rời sân ở phút 34. Pailan thất bại 0–2 với việc cả hai bàn đều diễn ra sau khi Roy vào sân.

## Thống kê sự nghiệp

### Câu lạc bộ
Số liệu chính xác tính đến ngày 11 tháng 5 năm 2013
| Câu lạc bộ          | Mùa giải            | Giải vô địch | Giải vô địch | Cúp     | Cúp | Quốc tế | Quốc tế | Tổng    | Tổng |
| Câu lạc bộ          | Mùa giải            | Số trận      | CS           | Số trận | CS  | Số trận | CS      | Số trận | CS   |
| ------------------- | ------------------- | ------------ | ------------ | ------- | --- | ------- | ------- | ------- | ---- |
| Pailan Arrows       |                     |              |              |         |     |         |         |         |      |
| 2011–12             | 1                   | 0            | 0            | 0       | 0   | 0       | 1       | 0       |      |
| 2012–13             | 3                   | 0            | 0            | 0       | 0   | 0       | 3       | 0       |      |
| Tổng cộng sự nghiệp | Tổng cộng sự nghiệp | 4            | 0            | 0       | 0   | 0       | 0       | 4       | 0    |